# Вишна Воља
Вишна Воља (слч. Vyšná Voľa) насељено је мјесто са административним статусом сеоске општине (слч. obec) у округу Бардјејов, у Прешовском крају, Словачка Република.

## Становништво
| Година:    | 1994. | 2004.   | 2014.   | 2024.   |
| ---------- | ----- | ------- | ------- | ------- |
| Број људи: | 386   | 397     | 398     | 402     |
| Разлика:   |       | +2,84 % | +0,25 % | +1,00 % |

| Година:    | 2023. | 2024.  |
| ---------- | ----- | ------ |
| Број људи: | 400   | 402    |
| Разлика:   |       | +0,5 % |

Према подацима о броју становника из 2024. године насеље је имало 402 становника.